# Klasická studia

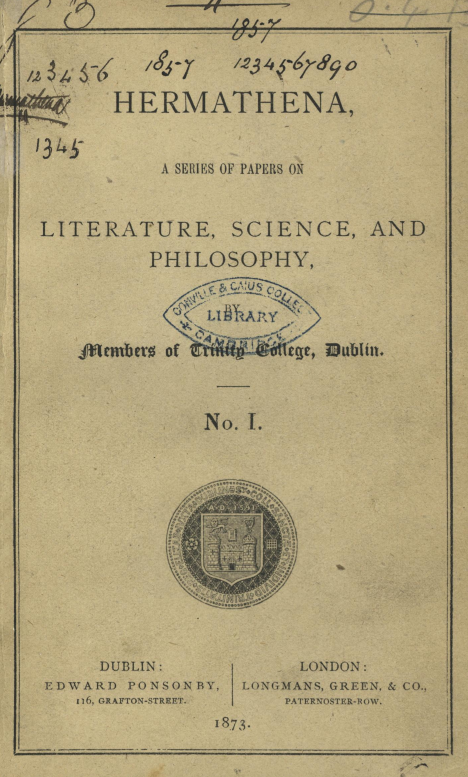
Jeden z oborových časopisů

Klasická studia jsou humanitním vědeckým oborem, který se zaobírá kulturou starověkého Řecka a starověkého Říma, tedy antikou. Nejtradičnější součástí je klasická filologie, která zkoumá starořečtinu a latinu a literární díla v těchto jazycích napsaná. Ale za součást klasických studií je považována i klasická archeologie, studium antické filozofie, dějin, mytologie, architektury, společnosti, antického práva i všech antických uměleckých oborů. Historicky jsou klasická studia základním kamenem evropských humanitních věd. Slovo "klasika" je odvozeno z latinského přídavného jména classicus, což znamená "patřící k nejvyšší třídě občanů". Toto slovo bylo původně používáno k popisu patricijů, nejvyšší třídy ve starověkém Římě. Ve 2. století našeho letopočtu se toto slovo používalo v literární kritice k popisu spisovatelů nejvyšší kvality. Západní středověk dal slovu význam současný. Moderní klasická studia rozšiřují svůj zájem o celý starověký středomořský svět, tedy včetně kultur severní Afriky a Blízkého východu, které prošly v nějaké fázi vývoje helenizací nebo římskou nadvládou. Poměrně novým oborem klasických studií jsou i "recepční studia", která se rozvinula v 60. letech 20. století na univerzitě v Kostnici, a která se zabývají tím, jak se vyvíjelo chápání klasických textů v dějinách. Hraničním oborem je byzantologie (rané dějiny Byzantské říše se s římskými překrývají). K nejslavnějším představitelům klasických studií ve středověku patřili Rabanus Maurus, Roger Bacon, Alcuin, Poggio Bracciolini, Leonardo Bruni, Guillaume Budé, Ciriaco de' Pizzicolli nebo Joseph Justus Scaliger. V moderní éře to jsou Theodor Mommsen, Edward Gibbon, James George Frazer, Georges Dumézil, Giovanni Battista Piranesi, Martha Nussbaumová, Leo Strauss, Michael Ventris, Alfred Edward Housman, Barthold Georg Niebuhr, Jacob Burckhardt, Johann Joachim Winckelmann, Michael Rostovtzeff nebo Mary Beardová. Z českých autorů je to například mykénolog Antonín Bartoněk nebo archeolog Ludwig Pollak.

## Vývoj
Středověcí žáci na Západě byli vedeni k napodobování klasických autorů a studovali především latinská díla. Mnohem méně ovšem řecká. K tomu poukazoval známý povzdech anglického filozofa 13. století Rogera Bacona, že "nejsou v latinském křesťanstvu čtyři muži, kteří by byli obeznámeni s řeckou, hebrejskou a arabskou gramatikou". Dokonce ani díla Platóna nebyla v raném středověku na Západě dostupná a známá. Spolu s nedostupností řeckých autorů existovaly i značné rozdíly mezi tím, co je dnes známo jako západní kánon, a díly ceněnými ve středověku. Například Catullus byl ve středověku téměř neznámý.
Vše změnily renesance a humanismus. Zavedly širší škálu latinských autorů a také obnovily studium řeckého jazyka a literatury. Značně v tom pomohl pád Byzantské říše (1453). Vlna uprchlíků před muslimskými uchvatiteli přinesla do západní Evropy znalost řečtiny i řadu starověkých řeckých textů.
Na konci 17. a v 18. století klasická tradice prožívala v Evropě zlatou éru. Klasické modely byly tak vysoce ceněny, že podle nich byly upravovány i hry Williama Shakespeara. Ve Spojených státech byli zakladatelé národa silně ovlivněni klasiky a vzhlíželi zejména k Římské republice. Filhelénismus se USA začal objevovat ve 30. letech 19. století, kdy došlo k obratu "od Říma k Řecku".
V 19. století došlo k poklesu vlivu klasického vzdělání, a to zejména ve Spojených státech, kde byl tento předmět často kritizován jako elitářský. V Evropě, a zejména v konzervativní Británii, byl tento proces pomalejší, univerzity v Oxfordu a Cambridgi přestaly vyžadovat od studentů znalost řečtiny v roce 1920 a latiny na konci 50. let 20. století. Zvláštní postavení si uchovává výuka latiny v Itálii a starořečtiny v Řecku. Výjimkou je také Francie, kde je latina volitelným předmětem na většině středních škol (latina je základem většiny slovní zásoby francouzštiny).